# Soy Luna Live
Soy Luna en concierto (in America Latina), Sou Luna: O Show (in Brasile) e Soy Luna Live (in Europa) è il primo tour internazionale della serie Soy Luna.

## Prima del Tour
Il 25 settembre 2016, nel programma di Susana Giménez, Karol Sevilla e il resto del cast annunciano l'arrivo di un tour internazionale e che le prime tappe sarebbero state in Argentina. Le tappe italiane vengono annunciate il 22 maggio 2017.

## Partecipanti
Principali
- Karol Sevilla come Luna Valente
- Ruggero Pasquarelli come Matteo Balsano
- Valentina Zenere come Ámbar Smith
- Michael Ronda come Simón Álvarez
- Carolina Kopelioff come Nina Simonetti (1ª parte)
- Agustin Bernasconi come Gastón Perida (1ª parte)
- Katja Martínez come Jazmín Carbajal (1ª parte)
- Malena Ratner come Delfina "Delfi"
- Ana Jara come Jimena "Jim" Medina
- Jorge López come Ramiro Ponce
- Chiara Parravicini come Yamila "Yam" Sánchez
- Gastón Vietto come Pedro Arias

Invitati speciali
- Dani Martins (in Argentina)
- Sebastián Villalobos (in Colombia e in Messico)

## Scaletta
1. Intro
2. Alas (Karol Sevilla)
3. Siempre Juntos (Elenco)
4. Prófugos (Elenco)
5. La Vida es un Sueño (Karol Sevilla)
6. Invisibles (Michael Ronda, Gastón Vietto e Ruggero Pasquarelli)
7. Sobre ruedas (Karol Sevilla, Valentina Zenere, Katja Martinez, Malena Ratner, Chiara Parravicini, Ana Jara e Carolina Kopelioff)
8. Siento (Ruggero Pasquarelli)
9. Mírame a mí (Valentina Zenere)
10. Eres (Karol Sevilla, Michael Ronda e Ruggero Pasquarelli)
11. Chicas así (Valentina Zenere, Malena Ratner e Katja Martinez)
12. Valiente (Versione acustica) (Karol Sevilla e Michael Ronda)
13. Linda (Michael Ronda, Gastón Vietto e Ruggero Pasquarelli)
14. Música en ti (Karol Sevilla)
15. I'd Be Crazy (Ruggero Pasquarelli, Michael Ronda, Gastón Vietto, Jorge López e Agustín Bernasconi)
16. A rodar mi vida (Versión acústica) (Chiara Parravicini, Ana Jara Martinez e Jorge López)
17. Fush, ¡Te Vas! (Katja Martinez, Valentina Zenere e Malena Ratner)
18. Tengo un corazón (Carolina Kopelioff)
19. Mitad y Mitad (Agustín Bernasconi e Carolina Kopelioff)
20. Qué más da (Karol Sevilla e Ruggero Pasquarelli)
21. Aquí Estoy (Ruggero Pasquarelli e Agustín Bernasconi)
22. Yo Quisiera (Michael Ronda)
23. Un destino (Karol Sevilla, Ruggero Pasquarelli, Michael Ronda e Gastón Vietto)
24. Valiente (Elenco)
25. Vuelo (Elenco)
26. Alas (Elenco)
27. Siempre Juntos (Elenco)

## Date
| Data              | Città             | Stato          | Luogo                                |                |                |                |         |         |
| Parte 1           | Parte 1           | Parte 1        | Parte 1                              | Parte 1        | Parte 1        | Parte 1        | Parte 1 | Parte 1 |
| America Latina    | America Latina    | America Latina | America Latina                       | America Latina | America Latina | America Latina |         |         |
| ----------------- | ----------------- | -------------- | ------------------------------------ | -------------- | -------------- | -------------- | ------- | ------- |
| 24 marzo 2017     | Buenos Aires      | Argentina      | Estadio Cubierto en Tecnópolis       |                |                |                |         |         |
| 25 marzo 2017     | Buenos Aires      | Argentina      | Estadio Cubierto en Tecnópolis       |                |                |                |         |         |
| 26 marzo 2017     | Buenos Aires      | Argentina      | Estadio Cubierto en Tecnópolis       |                |                |                |         |         |
| 28 marzo 2017     | Buenos Aires      | Argentina      | Estadio Cubierto en Tecnópolis       |                |                |                |         |         |
| 29 marzo 2017     | Buenos Aires      | Argentina      | Estadio Cubierto en Tecnópolis       |                |                |                |         |         |
| 31 marzo 2017     | Córdoba           | Argentina      | Orfeo Superdomo                      |                |                |                |         |         |
| 1º aprile 2017    | Córdoba           | Argentina      | Orfeo Superdomo                      |                |                |                |         |         |
| 3 aprile 2017     | Asunción          | Paraguay       | Jockey Club                          |                |                |                |         |         |
| 5 aprile 2017     | Salta             | Argentina      | Estadio Padre Ernesto Martearena     |                |                |                |         |         |
| 7 aprile 2017     | Santiago          | Cile           | Movistar Arena                       |                |                |                |         |         |
| 8 aprile 2017     | Santiago          | Cile           | Movistar Arena                       |                |                |                |         |         |
| 9 aprile 2017     | Santiago          | Cile           | Movistar Arena                       |                |                |                |         |         |
| 11 aprile 2017    | Tucumán           | Argentina      | Estadio Club San Martín              |                |                |                |         |         |
| 13 aprile 2017    | Montevideo        | Uruguay        | Stadio del Centenario                |                |                |                |         |         |
| 15 aprile 2017    | Rosario           | Argentina      | Hipódromo Parque de la Independencia |                |                |                |         |         |
| 18 aprile 2017    | Lima              | Perù           | Jockey Club                          |                |                |                |         |         |
| 20 aprile 2017    | Medellín          | Colombia       | Centro de Eventos La Macarena        |                |                |                |         |         |
| 22 aprile 2017    | Bogotà            | Colombia       | Centro de Eventos Autopista Norte    |                |                |                |         |         |
| 23 aprile 2017    | Cali              | Colombia       | Plaza de Toros de Cañaveralejo       |                |                |                |         |         |
| 25 aprile 2017    | Barranquilla      | Colombia       | Colegio San José                     |                |                |                |         |         |
| 29 aprile 2017    | Città del Messico | Messico        | Auditorio Nacional                   |                |                |                |         |         |
| 30 aprile 2017    | Città del Messico | Messico        | Auditorio Nacional                   |                |                |                |         |         |
| 1 maggio 2017     | Città del Messico | Messico        | Auditorio Nacional                   |                |                |                |         |         |
| 3 maggio 2017     | Monterrey         | Messico        | Auditorio Citibanamex                |                |                |                |         |         |
| 4 maggio 2017     | Monterrey         | Messico        | Auditorio Citibanamex                |                |                |                |         |         |
| 7 maggio 2017     | San Jose          | Costa Rica     | Estadio Nacional de Costa Rica       |                |                |                |         |         |
| 9 maggio 2017     | Panama            | Panama         | Centro de Convenciones Amador        |                |                |                |         |         |
| 11 maggio 2017    | Quito             | Ecuador        | Stadio Olímpico Atahualpa            |                |                |                |         |         |
| 13 maggio 2017    | Guayaquil         | Ecuador        | Stadio Modelo Alberto Spencer        |                |                |                |         |         |
| 30 settembre 2017 | San Paolo         | Brasile        | Citibank Hall                        |                |                |                |         |         |
| Parte 2           |                   |                |                                      |                |                |                |         |         |
| Europa            |                   |                |                                      |                |                |                |         |         |
| 5 gennaio 2018    | Barcellona        | Spagna         | Palau Sant Jordi                     |                |                |                |         |         |
| 7 gennaio 2018    | Madrid            | Spagna         | Wizink Centre                        |                |                |                |         |         |
| 9 gennaio 2018    | Bilbao            | Spagna         | Bizkaia Arena                        |                |                |                |         |         |
| 11 gennaio 2018   | Saragozza         | Spagna         | Pabellón Príncipe Felipe             |                |                |                |         |         |
| 13 gennaio 2018   | Malaga            | Spagna         | Palacio de deportes Martín Carpena   |                |                |                |         |         |
| 14 gennaio 2018   | Malaga            | Spagna         | Palacio de deportes Martín Carpena   |                |                |                |         |         |
| 17 gennaio 2018   | Siviglia          | Spagna         | Palacio de Deportes San Pablo        |                |                |                |         |         |
| 18 gennaio 2018   | Siviglia          | Spagna         | Palacio de Deportes San Pablo        |                |                |                |         |         |
| 20 gennaio 2018   | Lisbona           | Portogallo     | MEO Arena                            |                |                |                |         |         |
| 24 gennaio 2018   | Torino            | Italia         | Pala Alpitour                        |                |                |                |         |         |
| 27 gennaio 2018   | Roma              | Italia         | PalaLottomatica                      |                |                |                |         |         |
| 28 gennaio 2018   | Roma              | Italia         | PalaLottomatica                      |                |                |                |         |         |
| 30 gennaio 2018   | Napoli            | Italia         | PalaPartenope                        |                |                |                |         |         |
| 31 gennaio 2018   | Firenze           | Italia         | Mandela Forum                        |                |                |                |         |         |
| 2 febbraio 2018   | Milano            | Italia         | Mediolanum Forum                     |                |                |                |         |         |
| 3 febbraio 2018   | Milano            | Italia         | Mediolanum Forum                     |                |                |                |         |         |
| 6 febbraio 2018   | Padova            | Italia         | Palasport                            |                |                |                |         |         |
| 9 febbraio 2018   | Bologna           | Italia         | Unipol Arena                         |                |                |                |         |         |
| 14 febbraio 2018  | Lione             | Francia        | Halle Tony Garnier                   |                |                |                |         |         |
| 15 febbraio 2018  | Ginevra           | Svizzera       | L’Aréna                              |                |                |                |         |         |
| 17 febbraio 2018  | Bordeaux          | Francia        | Patinoire Mériadeck                  |                |                |                |         |         |
| 18 febbraio 2018  | Tolosa            | Francia        | Zenith de Toulouse                   |                |                |                |         |         |
| 20 febbraio 2018  | Nizza             | Francia        | Palais Nikaia                        |                |                |                |         |         |
| 21 febbraio 2018  | Marsiglia         | Francia        | Dome de Marseille                    |                |                |                |         |         |
| 24 febbraio 2018  | Parigi            | Francia        | Zenith de Paris                      |                |                |                |         |         |
| 25 febbraio 2018  | Parigi            | Francia        | Zenith de Paris                      |                |                |                |         |         |
| 28 febbraio 2018  | Lilla             | Francia        | Zénith de Lille                      |                |                |                |         |         |
| 2 marzo 2018      | Nantes            | Francia        | Zenith de Nantes                     |                |                |                |         |         |
| 4 marzo 2018      | Montpellier       | Francia        | Arena de Montpellier                 |                |                |                |         |         |
| 15 marzo 2018     | Amburgo           | Germania       | Barclaycard Arena                    |                |                |                |         |         |
| 17 marzo 2018     | Mannheim          | Germania       | SAP Arena                            |                |                |                |         |         |
| 18 marzo 2018     | Zurigo            | Svizzera       | Hallenstadion                        |                |                |                |         |         |
| 22 marzo 2018     | Berlino           | Germania       | Mercedes-Benz Arena                  |                |                |                |         |         |
| 24 marzo 2018     | Colonia           | Germania       | Lanxess Arena                        |                |                |                |         |         |
| 25 marzo 2018     | Monaco            | Germania       | Olympiahalle                         |                |                |                |         |         |
| 29 marzo 2018     | Stoccarda         | Germania       | Hanns-Martin-Schleyer-Halle          |                |                |                |         |         |
| 31 marzo 2018     | Oberhausen        | Germania       | König-Pilsener Arena                 |                |                |                |         |         |
| 1 aprile 2018     | Francoforte       | Germania       | Festhalle                            |                |                |                |         |         |
| 3 aprile 2018     | Lubiana           | Slovenia       | Arena Stožice                        |                |                |                |         |         |
| 4 aprile 2018     | Lubiana           | Slovenia       | Arena Stožice                        |                |                |                |         |         |
| 5 aprile 2018     | Vienna            | Austria        | Wiener Stadthalle                    |                |                |                |         |         |
| 6 aprile 2018     | Vienna            | Austria        | Wiener Stadthalle                    |                |                |                |         |         |
| 8 aprile 2018     | Lipsia            | Germania       | Arena Leipzig                        |                |                |                |         |         |
| 9 aprile 2018     | Bruxelles         | Belgio         | Palais 12 Expo                       |                |                |                |         |         |